# 擒抱
多种运动如：足球、英式橄榄球、美式橄榄球、盖尔式足球等有一个叫做擒抱的动作。擒抱的主要目的在于将球从对手的控制下夺过来、限制对手向球门的进步动作。在不同运动当中，擒抱可指不同的攻击性动作。

## 橄欖球

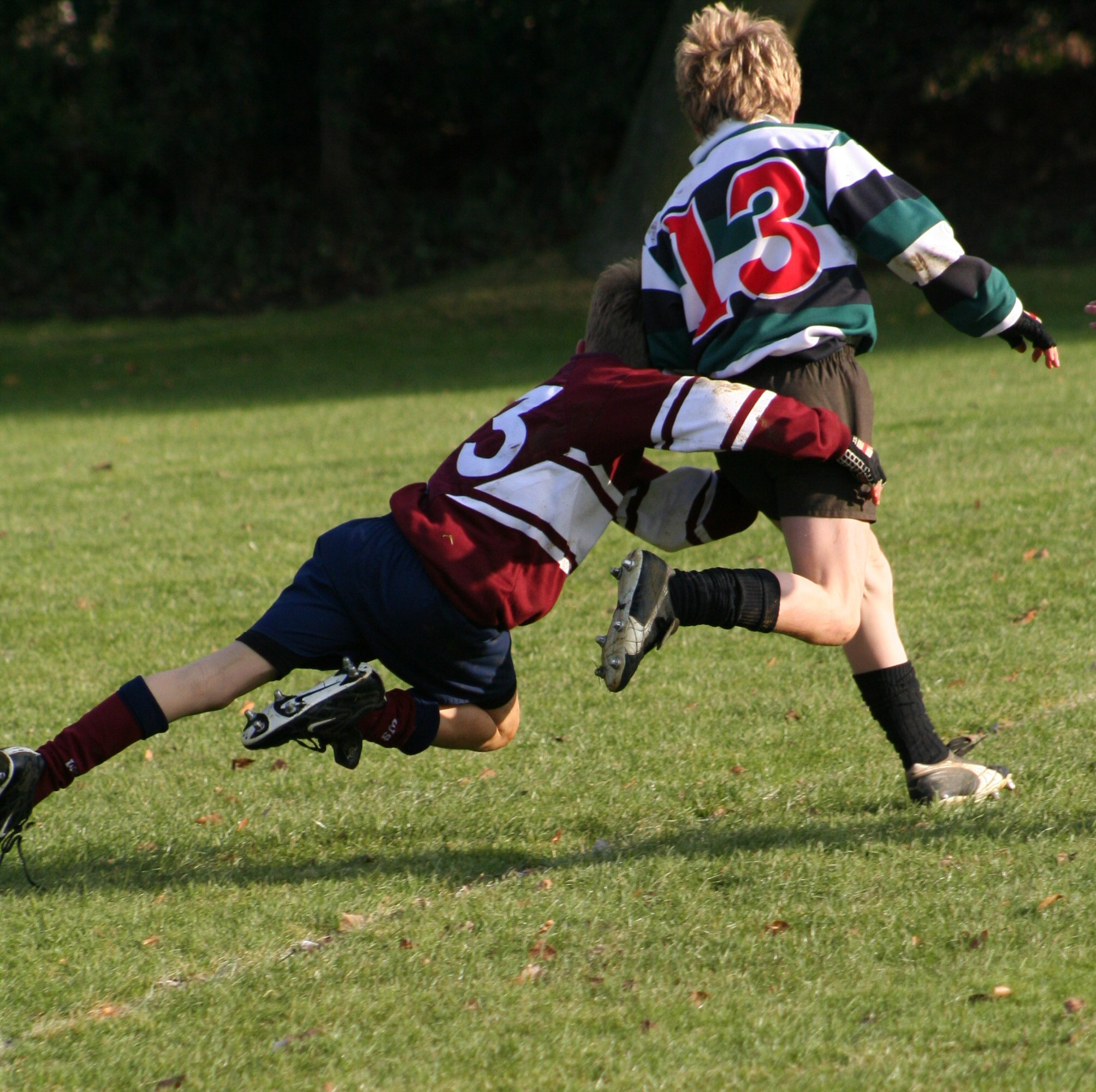
橄欖球的擒抱

在橄欖球運動裡，防守方球員只能針對進攻方的持球員進行擒抱動作，其餘均屬違規。當持球員被擒抱倒地時，必須立刻放開手裡的球；而擒抱別人的球員必須立刻放開對方。

## 美式足球

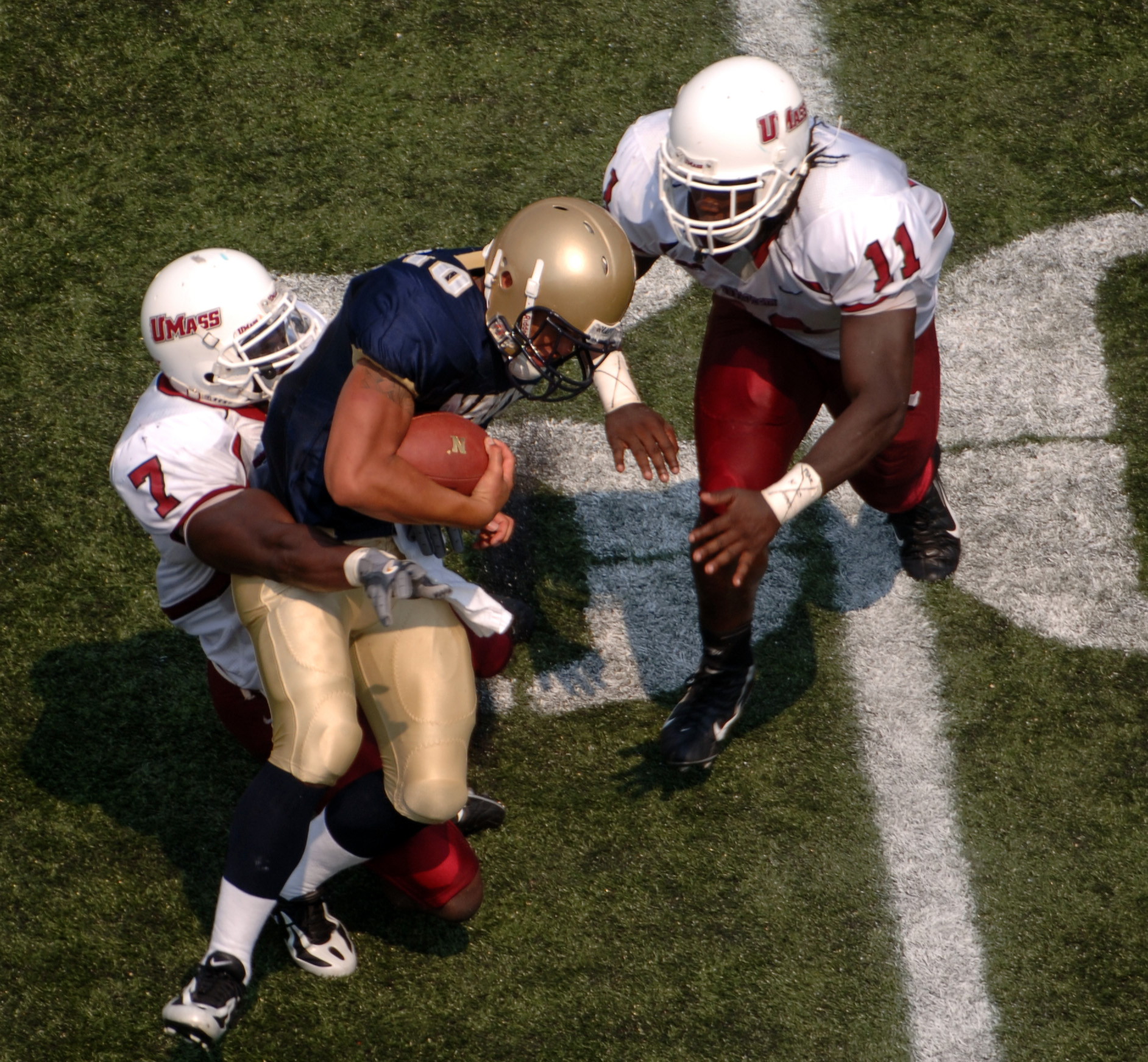
美式足球的擒抱

美式足球是一種衝撞型的運動。為了制止攻方向前推進，守方須擒抱攔截持球的對方球員。因此，防守組員會透過身體接觸，在符合球例下把對手攔下。球例列明防守的擒抱者不能踢、打或絆倒對手。防守也不可拉對方的面罩、用自己的頭盔來攔截、或把對手抱起再摔下。除了這些及另外一些關於「過份粗暴」攔截的規則外，其他方式的擒抱都視為合法。負責阻擋開路的進攻球員以及要避開阻擋的防守球員有很大的空間及方法去令對方失手。四分衛更經常因視線未能察覺而受到防守球員以極速撞倒。